# Bag Facaden
Bag Facaden er bind 18 i serien Sagaen om Isfolket af den norske forfatter Margit Sandemo. Bogserien blev udgivet fra 1982 til 1989. Bogserien er en familie saga, der følger slægten Isfolket gennem århundreder.

## Handlingen
Elisabeth er en pige som ikke er let at kue og ikke ligger under for tidens mode og normer for dannede damer. Elisabeth gør nogenlunde hvad hun vil uden at lade sig påvirke ret meget af sin mor, som snakker meget om at finde en fin og rig ægtemand til hende. Elisabeth har ikke mødt en mand som kunne vække hendes interesse før hun en dag møder Vemund Tark. Da Vemund Tark møder op for at fri til Elisabeth er det dog på sin lillebrors vegne og ikke for sig selv. Elisabeth indvilliger i at tage med Vemund og passe en sindssyg veninde, mens hun lærer Vemunds lillebror nærmere at kende og finder ud af om der skulle være gensidig interesse. Elisabeth forsøger at finde ud af mere om den sindssyge veninde, men Vemund Tark er totalt lukket om damens fortid, det får dog ikke Elisabeth til at give op og hun finder ud af at den fine familie Tark gemmer på mange hemmeligheder.

## Hovedpersoner
- Elisabeth Paladin af Isfolket
- Vemund Tark

### Fødsler/dødsfald
- Født:
- Død: †

## Andre udgaver

### Lydbog Mp3
- Isfolket 18 - Bag Facaden
- Indlæst af: Anne Lynggård
- Spilletid: 6 timer og 13 minutter
- ISBN 9788776772727

### Lydbog CD
- Isfolket 18 - Bag Facaden
- Indlæst af: Anne Lynggård
- Spilletid: 6 timer og 13 minutter - 5 cd'er
- ISBN 9788776772710